# Ngöbe-Buglé
Ngöbe-Buglé is een indianengebied (comarca indígena) in Panama. De hoofdstad is de stad Chichica. Het gebied ligt in het noordoosten van het land aan de Caribische Zee.
Het gebied bezit als comarca een ruime autonomie binnen Panama en heeft de status van provincie. Ngöbe-Buglé werd in 1997 gevormd uit gebieden die tot de provincies Bocas del Toro, Chiriquí en Veraguas behoorden.
Ngöbe-Buglé telt 156.747 mensen (2010) die wonen op een oppervlakte van 6814 km². De meeste inwoners behoren tot de Guaymí-indianen.

## Districten
Ngöbe-Buglé is verdeeld in negen districten (hoofdplaatsen tussen haakjes):
- Besiko (Soloy)
- Jirondai[2] (Samboa)
- Kankintú (Bisira)
- Kusapin (Kusapin)
- Mirono (Hato Pilón)
- Müna (Chichica)
- Nole Duima (Cerro Iglesias)
- Ñürün (Buenos Aires)
- Santa Catalina o Calovébora (Bledeshia) )[3] (Santa Catalina o Calovébora)

Bocas del Toro · Chiriquí · Coclé · Colón · Darién · Herrera · Los Santos · Panamá · Panamá Oeste · Veraguas